# Lan Hao-yu
Lan Hao-yu (藍浩語T, Lán HàoyǔP; 2 agosto 1983) è una cestista taiwanese.

## Carriera
Con Taiwan ha disputato i Campionati mondiali del 2006.